# 凌則民
凌則民（1911年11月1日—1942年4月），字堅瑜。湖南省平江縣人。他為抗日戰爭期間陣亡的中國軍方高級將領之一。

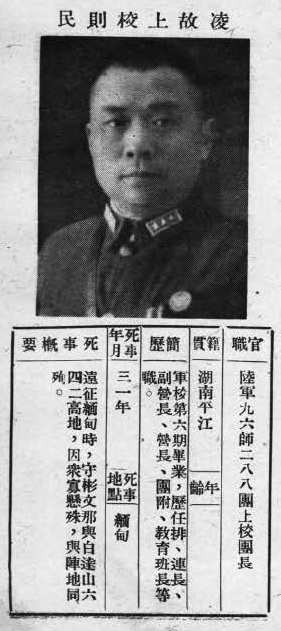
《抗戰軍人忠烈錄》（第一輯）中的凌則民烈士遺像

## 生平[1]
軍校第六期步兵科畢業。1942年2月，任陸軍96師288團上校團長，遠征緬甸。後在守衛緬彬文那城時與日軍激戰，壯烈成仁，年僅31歲。遺骸散失異國沙場。